# Hohe Lehde
Das Naturschutzgebiet Hohe Lehde liegt im Saale-Holzland-Kreis in Thüringen südöstlich von Dornburg, einem Ortsteil der Stadt Dornburg-Camburg, und nördlich von Naura, einem Ortsteil der Gemeinde Golmsdorf. Westlich fließt die Saale und verläuft die B 88.

## Bedeutung
Das 91,4 ha große Gebiet mit der NSG-Nr. 147 wurde im Jahr 1961 unter Naturschutz gestellt. Bis zum Ersten Weltkrieg trafen sich dort Angehörige des Serakreises Jena.